# Wiki-PR
Wiki-PR je americká firma nabízející poradenství, která se dříve zaměřovala na komercializaci editování Wikipedie. Firma nabízela veřejně známým osobnostem, že za pomoci „naší skupiny zkušených editorů a správců Wikipedie“ upraví stránku na Wikipedii o dané osobnosti, aby jí tak udělala lepší jméno. Tato služba byla placená.
V roce 2013 bylo odhaleno, že firma měla na Wikipedii založených 250 loutkových účtů, za pomoci kterých prováděla editace na stránkách o svých zákaznících. Loutkové účty byly zablokovány a firmě bylo zakázáno nadále provádět neetické editace Wikipedie. Tento skandál také vedl k tomu, že Nadace Wikimedia změnila podmínky používání svých webů, na kterých je od té doby možné provádět placené editace jen je-li to editorem předem oznámeno. I přes skandál firma Wiki-PR nadále nabízí služby spojené s editacemi Wikipedie a pozicemi ve výsledcích vyhledávání na Googlu.